# منير التوني
منير التوني ممثل ومخرج مصري، من مواليد 21 فبراير 1935، التحق بالمدرسة الخديوية بالقاهرة ثم بكلية الحقوق، بدأت مسيرته الفنية عام 1960 كممثل في العديد من الأعمال، بينما كانت تجربته الإخراجية الأولى في المسرح عام 1968 من خلال عمله في مسرحية (غادة الكاميليا) كمساعد للمخرج يوسف وهبي، وكانت حصيلة أعماله:
تأليف: معالجة درامية لمسلسل «الذئب الأزرق» عام 1986.
إنتاج: إدارة إنتاج ستة أعمال بين التلفزيون والسينما.
تمثيل: 14 عملاً بين السينما والتلفزيون.
إخراج: 33 عملاً بين السينما والتلفزيون والمسرح.
توفي في 19 يناير 2013 عن عمر يناهز 78 سنة.

## أهم أعماله
إخراج فيلم «عاشقة نفسها» عام 1972.
إخراج فيلم «بر ئ في المشنقة» عام 1971.
إخراج مسرحية «انتهى الدرس يا غبي» عام 1975.
إخراج المسرحية الكوميدية «مطلوب مجرمين فوراً» للمؤلف رأفت أحمد.
مساعدة إخراج مسرحية «غادة الكاميليا» عام 1968 للمخرج يوسف وهبي.

## وصلات خارجية
- منير التوني على موقع الدهليز
- منير التوني على موقع قاعدة بيانات الأفلام العربية
- منير التوني على موقع الدهليز
- منير التوني على موقع كاروهات
- منير التوني على موقع الجورال